# Calotelea caloptera
Calotelea caloptera är en stekelart som först beskrevs av Jean-Jacques Kieffer 1910.  Calotelea caloptera ingår i släktet Calotelea och familjen Scelionidae. Inga underarter finns listade.